# گروه ناکس
گروه ناکس (به انگلیسی: Knox Group) یک گروه (چینه‌شناسی) گسترده در جنوب شرقی ایالات متحده است. اگرچه معمولاً فسیل کننده نیست، اما فسیل‌هایی را حفظ می‌کند که مربوط به دوره کامبرین هستند. نوع صخره‌شناسی آن شامل لایه ضخیم دولومیت چرتی و سنگ آهک می‌باشد. مواد معدنی همراه آن شامل باریتین، فلئوریت، سرب و از همه مهمتر روی به شکل اسفالریت معدنی است. همچنین نفت و گاز در گروه ناکس زیر فلات آپالاش وجود دارد.